# 1275 Cimbria
1275 Cimbria је астероид главног астероидног појаса са пречником од приближно 28,65 .
Афел астероида је на удаљености од 3,132 астрономских јединица (АЈ) од Сунца, а перихел на 2,224 АЈ.
Ексцентрицитет орбите износи 0,169, инклинација (нагиб) орбите у односу на раван еклиптике 12,882 степени, а орбитални период износи 1601,195 дана (4,383 године).
Апсолутна магнитуда астероида је 10,72 а геометријски албедо 0,110.
Астероид је откривен 30. новембра 1932. године.